# Сіра речовина (роман)
«Сіра речовина» (англ. Gray Matters) — науково-фантастичний роман Вільяма Гйортсберга, написаний 1971 року.

## Сюжет
Третя світова війна спустошила значну частину світу, але життя для декількох сотень людей щасливих (і багатих) людей все й надалі залишається добре, які зберігали свої мізки в автоматизованій лабораторії. Незважаючи на те, що у них немає тіла для переміщення по планеті, вони можуть вільно відвідувати будь-якого іншого мешканця, а також мати будь-які емоційні, інтелектуальні та псевдосексуальні розваги, які вони забажають.